# 1209-1200 v.Chr.
De jaren 1209-1200 v.Chr. (van de christelijke jaartelling) zijn een decennium in de 13e eeuw v.Chr..

## Gebeurtenissen

### Klein-Azië
- 1209 v.Chr. - Koning Arnuwanda III (1209 - 1207 v.Chr.) regeert over het Hettitische Rijk.
- 1208 v.Chr. - Troje, wordt door een Griekse list met het "Houten Paard" ingenomen.
- 1207 v.Chr. - Koning Suppiluliuma II (1207 - 1187 v.Chr.) de laatste heerser van de Hettieten.
- 1200 v.Chr. - De ineenstorting van het Hettitische Rijk, Hattusa wordt vernietigd door de Phrygiërs.

### Griekenland
- 1208 v.Chr. - Koning Agamemnon keert terug naar Mycene en wordt vermoord door zijn vrouw Clytaemnestra.
- 1201 v.Chr. - Koning Orestes (1201 - 1150 v.Chr.) bestijgt de Myceense troon.
- Clytaemnestra en haar minnaar Aegisthus worden uit wraak gedood door Orestes.
- 1200 v.Chr. - In Athene wordt een citadel gebouwd: de Acropolis.

### Egypte
- 1208 v.Chr. - Farao Seti II weet Amenmesses van de troon te verdringen. Hij laat alles wat aan hem herinnert verwijderen.
- 1205 v.Chr. - Seti II stuurt graan naar het door honger getroffen Hettitische Rijk.
- 1204 v.Chr. - Koning Siptah (1204 - 1198 v.Chr.) de zevende farao van de 19e dynastie van Egypte.
- Koningin Tawosret treedt op als regentes voor Siptah die lijdt aan kinderverlamming.
- 1200 v.Chr. - De stad Ugarit in Syrië wordt door de "Zeevolken" geplunderd en verwoest.

### Mesopotamië
- 1207 v.Chr. - Koning Shutruk-Nakhhunte (1207 - 1168 v.Chr.) heerser van het koninkrijk Elam.

### Libanon
- 1200 v.Chr. - Begin van de bloeitijd van Fenicië als zeemacht, de Feniciërs stichten handelssteden langs de Middellandse Zee.

### Mexico
- 1200 v.Chr. - Het ontstaan van de Olmeekse beschaving, er ontwikkelt zich een religieus-politieke machtsstructuur.
- De eerste nederzettingen en ceremoniële centra (stenen piramides) worden gebouwd langs de Golf van Mexico.

### Nederland
- 1200 v.Chr in Zutphen werd een urnenveld aangelegd voor de gecremeerde resten van overledenen.[1]

<< · 1299-1290 · 1289-1280 · 1279-1270 · 1269-1260 · 1259-1250 · 1249-1240 · 1239-1230 · 1229-1220 · 1219-1210 · 1209-1200 · >>